# Phosphorosaurus
Phosphorosaurus («lagarto de fósforo») es un género extinto de mosasáurido que vivió durante el Cretácico Superior (Maastrichtiense). Con una longitud de 3–4 metros, era un animal relativamente pequeño comparado con muchos otros mosasáuridos. Aunque fue usualmente tratado como un sinónimo de Halisaurus, un estudio publicado en 2015 lo reconoce como un género válido. Se han descrito dos especies, Phosphorosaurus ortliebi hallada en Bélgica y P. ponpetelegans hallado en Hokkaido, Japón.